# Silver Buffalo Award
Le Silver Buffalo Award est le prix des Boy Scouts of America (BSA) pour services rendus au niveau national. Il est décerné pour des services remarquables et extraordinaires rendus aux jeunes sur une base nationale, soit dans le cadre du programme des scouts, soit indépendamment de celui-ci. La récompense est décernée par la Cour d'honneur nationale et le récipiendaire n'a pas besoin d'être un membre enregistré des BSA.

## Récompense
La récompense consiste en une médaille en argent représentant un buffle (bison américain) suspendue à un ruban rouge et blanc porté autour du cou. Les récipiendaires peuvent porter le nœud carré correspondant, avec un fil blanc sur un fil rouge, sur l'uniforme des Boy Scouts of America (BSA).
Sur le modèle de l'armée américaine, les médailles d'argent sont les plus hautes récompenses des BSA,.

## Histoire

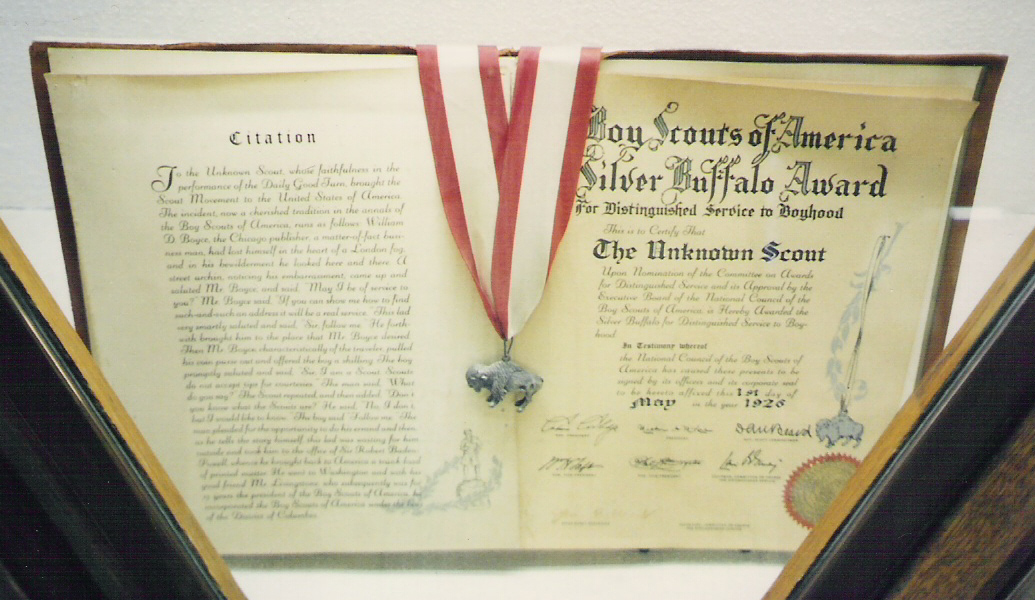
Silver Buffle Award et citation remis au scout inconnu.

Le concept du Silver Buffalo était basé sur le prix du Loup d'argent de l'Association des Boy Scouts. Le pendentif en forme de buffle a été conçu par A. Phimister Proctor. Une barre de ruban rouge-blanc-rouge a été introduite en 1934 pour le port informel de l'uniforme. En 1946, les rubans ont été remplacés par l'actuel insigne à nœud.
Lors de la première présentation en 1926, vingt-deux récompenses ont été remises dans un ordre particulier déterminé par le chef exécutif des scouts (en) James E. West (en). Depuis lors, les récompenses ont été remises chaque année dans l'ordre alphabétique. Le premier prix « Silver Buffalo » a été décerné à Lord Baden-Powell, fondateur du mouvement scout et chef scout du monde. Ce prix est représenté par une petite statue de buffle dans le parc Gilwell. Le second a été décerné au scout inconnu qui a inspiré William D. Boyce à former la BSA. En 1928, le soldat de la Première Guerre mondiale enterré dans la Tombe des Inconnus a reçu le Silver Buffalo pour services distingués rendus à la jeunesse américaine.
Six récipiendaires de la Médaille d'honneur ont reçu le  : Le Soldat inconnu de la Première Guerre mondiale (1928), Charles Lindbergh (1928), Richard Evelyn Byrd (1929), Theodore Roosevelt, Jr. (1934), Eddie Rickenbacker (1944) et Douglas MacArthur (1963).
Trois des 28 titulaires de la Congressional Space Medal of Honor ont reçu la récompense : John Glenn en 1965, Neil Armstrong en 1970 et Jim Lovell en 1992.
Pendant cinquante ans, le Silver Buffalo n'a été décerné qu'aux hommes jusqu'à ce que LaVern W. Parmley (en) devienne la première femme à recevoir cet honneur en 1976. Jusqu'en 2017, 776 prix ont été décernés (775 bénificiaires individuels et le prix de 2001 aux Oak Ridge Boys (en), ce qui fait 779 bénificiaires distincts).